# Etnies
etnies est une marque de chaussure américaine basée à Lake Forest en Californie et appartenant à Sole Technology. Elle est spécialisée dans les chaussures et vêtements destinés aux skateboarders, snowboarders, BMXeurs et surfeurs. Elle est d'origine française. Cette entreprise tente d'utiliser le moins de matériaux toxiques possible pour ses fabrications, comme les colles.
etnies est considéré comme la marque la plus large en termes de public, parmi celles de Sole Technology. Si ses autres marques, éS Footwear et Emerica, sont très ciblées sur les chaussures de skate, etnies propose un éventail plus étendu, incluant des chaussures pour enfants et même une ligne de chaussures pour les filles (etnies Girl), ainsi qu'une ligne de bottes de snowboard « 32 ». Etnies a fait une tentative d'approche du milieu végétarien et Végétalien (vegan) en créant une marque n'utilisant aucune peau d'animaux ou de colles toxiques: Sheep (jeu de mots avec Cheap (pas cher) et un clin d'œil aux vegans).
À ce jour, Sheep n’est plus produit.

## Histoire
La firme vit le jour à Cholet, Maine & Loire, et à La Gaubretière, Vendée, en France en 1986, avec pour nom original « Etnics », dérivé du mot « ethnique » et référant à la sub-culture du skateboard de l'époque. Cette marque, créée par les frères Guy et Yvon Rautureau (Apple Shoes, Pom d'api, No Name, Free-Lance, Schmoove, Armistice), cherchait à rassembler les différentes tribus issues des sports de glisse, comme le surf, le skateboard et le BMX.
Les premiers designs sont attribués à Alain Montigné, dit « Platoon », décédé le 19 juin 1989, ainsi qu'à Franck Boistel et Gilles Le Bon Delapointe (dit « Gatzby »). Le nom fut changé en « etnies » à la suite d'une requête judiciaire, concernant une similitude de nom. Les premiers représentants français assurant la promotion de la marque auprès des surfshops furent Bertrand Châtelier et Eric Chabiron.
En 1987, la marque s'associe au Camouflage Street Club de Cholet, avec l'aide de leurs amis Berrichons, Rennais, Nantais, Rochelais et Bordelais, dans le but d'y organiser les premiers Authentics Skate Week-Ends, rassemblement majeur du skateboard français jusqu'au milieu des années 2000.
Etnies sponsorisera une grande quantité de skateboarders français (comme Sylvain Morel, de Bourges) et européens, notamment anglais avec le club « Pig City » de Brighton, et américains.
En 1989, Pierre André Senizergues, ancien champion de France et du monde de skateboard, prit la licence pour les États-Unis, et connut un démarrage difficile, même après le lancement du pro-model « Natas Kaupas », première chaussure réellement dédiée au skateboard. Il faudra attendre le milieu des années 1990 pour voir la marque décoller aux États-Unis, 1er marché mondial du skateboard, et prendre son indépendance par rapport aux frères Rautureau.
etnies sponsorise aujourd'hui de nombreux athlètes de sports extrêmes comme le skateboard, le snowboard, le surf, le BMX et le Moto-X.

## Etnies Skatepark
En 2003, Etnies et la ville de Lake Forest, en Californie, ont inauguré le Etnies Skatepark, le plus grand skatepark public de l'État, avec plus 3 700 m2. Le parc a été utilisé pour une compétition de skateboard intitulée "Goofy vs. Regular (GvR)", où des skateboarders goofy (pied droit à l'avant) ont affronté des skateboarders regular (pied gauche à l'avant),.

## Soutien au skateboard féminin

### Première femme noire professionnelle et première chaussure de skate pro pour femmes[4]
Etnies a une longue histoire de soutien aux skateuses. Au début de son histoire, la marque a sponsorisé Stephanie Pearson, reconnue comme la première femme noire à devenir skateboardeuse professionnelle. En 2001, Etnies a lancé l’« Albatross », la première chaussure de skate signature pour femmes, conçue et approuvée par Elissa Steamer.

### Partenariat avec Amelia Brodka et Exposure
En 2016, Etnies s’est associée à la skateboardeuse professionnelle Amelia Brodka, fondatrice d’Exposure, une organisation à but non lucratif dédiée à l’autonomisation des femmes et des filles par le skateboard. Cette collaboration a conduit au lancement de la ligne de chaussures et de vêtements Etnies x Exposure fin 2023, visant à sensibiliser le public mondial et à soutenir le skateboard féminin.

### Engagement continu et soutien à Fabiana Delfino
Etnies poursuit son engagement envers le skateboard féminin en soutenant des athlètes comme Fabiana Delfino. Après avoir participé à son premier événement Exposure en 2016 -ce qui a contribué à lancer sa carrière professionnelle- Delfino est devenue pro pour Santa Cruz Skateboards en 2019. Elle a rejoint l’équipe Etnies en septembre 2023. Le soutien d’Etnies à Delfino et son implication dans des événements comme Exposure reflètent le dévouement de la marque à favoriser l’inclusivité et la croissance au sein de la communauté du skateboard.